# Pride (album de Living Colour)
Pour les articles homonymes, voir Pride (homonymie).
Albums de Living Colour
Stain
(1993) Super Hits
(1998)
Pride est un album de compilation du groupe de rock new-yorkais Living Colour. Il est sorti le 14 novembre 1995 sur le label Epic.

## Présentation
Forte de dix-sept titres enregistrés entre 1988 et 1995, cette compilation comprend quatre titres inédits écrits pour l'album qui devait succéder à Stain paru en 1993, mais qui ne vit pas le jour à cause de la séparation du groupe en 1995. L'édition australienne comprend un disque bonus regroupant sept autres titres.

## Liste des titres

### Album original
| No  | Titre                                    | Auteur                                                         | De l’album           | Durée |
| --- | ---------------------------------------- | -------------------------------------------------------------- | -------------------- | ----- |
| 1.  | Pride                                    | Will Calhoun                                                   | Time's Up, 1990      | 4:55  |
| 2.  | Release the Pressure (titre inédit)      | Calhoun, Corey Glover, Vernon Reid, Mark Stewart, Doug Wimbish |                      | 4:15  |
| 3.  | Sacred Ground (titre inédit)             | Calhoun, Glover, Reid, Stewart, Wimbish                        |                      | 3:47  |
| 4.  | Visions (titre inédit)                   | Calhoun, Glover, Reid, Wimbish                                 |                      | 4:35  |
| 5.  | Love Rears its Ugly Head (Soulpower mix) | Reid                                                           | Time's Up, 1990      | 6:13  |
| 6.  | These Are Happy Times (titre inédit)     | Calhoun, Glover, Reid, Wimbish                                 |                      | 5:27  |
| 7.  | Memories Can't Wait (live)               | David Byrne, Jerry Harrison                                    | Biscuits (Ep) (1991) | 5:05  |
| 8.  | Cult of Personality                      | Calhoun, Glover, Reid, Muzz Skillings                          | Vivid, 1988          | 4:53  |
| 9.  | Funny Vibe                               | Reid                                                           | Vivid, 1988          | 3:53  |
| 10. | WTFF                                     | Betts, Calhoun, Glover, Reid, Wimbish                          | Stain, 1993          | 2:04  |
| 11. | Glamour Boys                             | Reid                                                           | Vivid, 1988          | 3:40  |
| 12. | Open Letter To A Landlord                | Vivid, 1988                                                    | Tracie Morris, Reid  | 5:32  |
| 13. | Solace of You                            | Glover, Reid                                                   | Time's Up, 1990      | 3:35  |
| 14. | Nothingness                              | Calhoun                                                        | Stain, 1993          | 3:30  |
| 15. | Type                                     | Reid                                                           | Time's Up, 1990      | 6:26  |
| 16. | Time' Up                                 | Calhoun, Glover, Reid, Skillings                               | Time's Up            | 3:07  |
| 17. | What's Your Favorite Color?(Theme Song)  | Glover, Reid                                                   | Vivid, 1988          | 4:42  |

### Disc bonus de l'édition australienne
| No | Titre                                     | Auteur                                | De l’album                   | Durée |
| -- | ----------------------------------------- | ------------------------------------- | ---------------------------- | ----- |
| 1. | Cult of Personality (live) (titre inédit) | Calhoun, Glover, Reid, Skillings      |                              | 4:56  |
| 2. | Burning of the Midnight Lamp              | Jimi Hendrix                          | Biscuits Ep, 1991            | 5:31  |
| 3. | Ausländer                                 | Calhoun, Glover, Reid, Wimbish        | Stain, 1993                  | 2:38  |
| 4. | Sunshine Of Your Love                     | Eric Clapton, Jack Bruce, Peter Brown | B.O. du film True Lies, 1994 | 5:16  |
| 5. | Final Solution                            | Reid                                  | Time's Up, 1990              | 4:32  |
| 6. | Nothingness ((Colour mix), titre inédit)  | Calhoun                               |                              | 3:50  |
| 7. | New Jack Theme (live) (titre inédit)      | Reid                                  |                              | 5:08  |

## Musiciens
- Corey Glover : chant.
- Vernon Reid : guitares.
- Will Calhoun : batterie, percussions.
- Muzz Skillings: basse sur les titres 1, 7, 8, 9, 11, 12, 13, 15, 16, 17.
- Doug Wimbish : basse sur les titres 2, 3, 4, 5, 6, 10, 14.